# والوتپه
والوتپه در شهرستان گرگان، بخش مرکزی، روستای جلین سفلی واقع شده و این اثر در تاریخ ۱۰ بهمن ۱۳۸۳ با شمارهٔ ثبت ۱۱۲۷۲ به‌عنوان یکی از آثار ملی ایران به ثبت رسیده است.